# Gauri Sankar
Gauri Sankar är en bergstopp i Himalaya belägen cirka 60 kilometer väster om Mount Everest. Gauri Sankar har en höjd på 7 144 meter över havet och ligger på gränsen mellan Tibet och Nepal. Berget ansågs länge av misstag vara världens högsta bergstopp.

## Namnen
Gauri Sankar har också de alternativa stavningarna Gauri Shankar och Gaurishankar och de alternativa namnen Devanagari (गौरी शंकर) och tibetanska Jomo Tseringma.
Gauri Sankar kommer från sanskrit för  Gudinnan (Gauri) och hennes gemål (Shankar), vilket speglar den vördnad berget väckt hos befolkningen i området.
Berget har två toppar. Det är den norra som kallas Shankar (en manifestation av Shiva) och den södra Gauri (en manifestation av Shivas gemål). Den reser sig högt över floden Bhote Koshi, som finns bara 5 kilometer bort.
Berget bestegs framgångsrikt första gången den 8 maj 1979 av John Roskelley och Dorje.